# Alepochóri (Laconie)
Alepochóri, en grec moderne : Αλεποχώρι, est un village du dème de l'Eurotas, district régional de Laconie, en Grèce.
Selon le recensement de 2011, la population du village s'élève à 114 habitants.